# Herois anònims
Herois anònims és una pintura sobre tela feta per Juan Luna Novicio el 1891 (ca.) conservada a la Biblioteca Museu Víctor Balaguer, amb el número de registre 260 d'ençà que va ingressar l'any 1893, donada pel mateix artista. Al quadre hi ha la inscripció "LUNA".

## Composició
Carrer d'un barri perifèric de París, en el moment en què té lloc la desfilada d'un sepeli. Aquesta és constituïda per una filera desordenada de persones que es dirigeix cap al cementiri. Totes són figures amb expressió de dolor i tristesa. Al centre hi ha la caixa amb flors al damunt. El cel és gris i hi ha un arbre sense fulles.